# Бергский симфонический оркестр
Бергский симфонический оркестр, Симфонический оркестр Бергишес-Ланда (нем. Bergische Symphoniker) — немецкий симфонический оркестр, созданный в 1995 году посредством объединения Ремшайдского симфонического оркестра и Симфонического оркестра города Золинген. Базируется в граничащих друг с другом городах Ремшайд и Золинген. Согласно информации Ремшайдской администрации, в оркестре играют более 60 музыкантов из 17 стран.
Целесообразность объединения музыкальных сил двух соседних городов всегда стояла на повестке дня, и попытки такого объединения уже предпринимались в конце 1930-х и на рубеже 1940—1950-х гг. Однако окончательно оркестры Золингена и Ремшайда объединились только во второй половине 1990-х, несмотря на то, что в Ремшайде было собрано 26487 подписей против объединения. В течение первых трёх лет новым коллективом совместно руководили генеральмузикдиректоры обоих городов. Однако в полной мере объединительную работу завершила их преемница Ромели Пфунд; во главе с нею оркестр стал гастролировать также и в других германских городах — Кёльне, Дюссельдорфе, Эссене, Дортмунде, записал альбом оркестровых сочинений Витезслава Новака. Среди последующих записей коллектива — 25-я симфония Николая Мясковского и 2-й скрипичный концерт Сергея Прокофьева (2022). Во время пандемии COVID-19 оркестр сохранял контакт со слушателями, размещая на своём сайте записи коротких пьес в исполнении оркестрантов.

## Музыкальные руководители
- Клаус Экхард Шнайдер и Кристиан Зюсс (1995—1998)
- Ромели Пфунд (1998—2009)
- Петер Кун (2009—2019)
- Даниэль Хупперт (с 2019 г.)